# خونيرود
خونيرود هي قرية في مقاطعة كليبر، إيران. عدد سكان هذه القرية هو 23 في سنة 2006.